# Jazz At Massey Hall
Jazz At Massey Hall (буквално 'Джаз в Мейси Хол') е концертен джаз запис, в който свири така нареченият Квинтет. Датата е 15 май 1953 г., а мястото на мероприятието -- Мейси Хол, Торонто, Канада. Квинтетът се състои от водещите фигури в съвременния джаз: Дизи Гилеспи, Чарли Паркър, Бъд Пауъл, Чарлз Мингъс и Макс Роуч. Това е първият и единствен случай, в който тези музиканти свирят като една завършена единица, и последният път, когато Паркър и Гилеспи са заедно на сцената.
Паркър използва саксофон Графтън. По причини от контрактуално естество, той не е вписан в обложката на албума, и на негово място е обявено участието на Чарли Чан (алюзия към литературния герой детектив и към съпругата на Паркър, Чан). Първоначално издаването се осъществява чрез лейбъла на Мингъс Дебют, а записът е направен от Торонтското ново джаз общество (Дик Уатъм, Алан Скарф, Роджър Федър, Бойд Рейбърн и Артър Гранатстийн). Мингъс носи записа в Ню Йорк, където той и Роуч наслагват бас линиите, които не получават добро звуково инженерство на повечето композиции, и замества солото на Мингъс на All The Things That You Are.
Отначало планът е Джаз обществото и музикантите да получат дялове от звукозаписа. По стечение на обстоятелствата, по същото време се състои боксовият мач между Роки Марчиано и Джърси Джо Уолкът, и публиката е толкова малобройна, че Обществото не съумява да заплати възнаграждението на музикантите. Те получават несъстоятелни чекове, и единствено Паркър има възможността да осребри чека си. Гилеспи се оплаква, че „години наред“ не получава своето възнаграждение.
През 2004 г. излиза ново издание, Complete Jazz At Massey Hall, съдържащ пълния концерт, без наслагванията.
През 1995 г. Jazz At Massey Hall получава място в Залата на славата на Грами. Тя е включена в „Основната джаз библиотека“ към Националното публично радио. На някои територии концертът е афиширан под името „Най-великия джаз концерт някога“.